# Rába

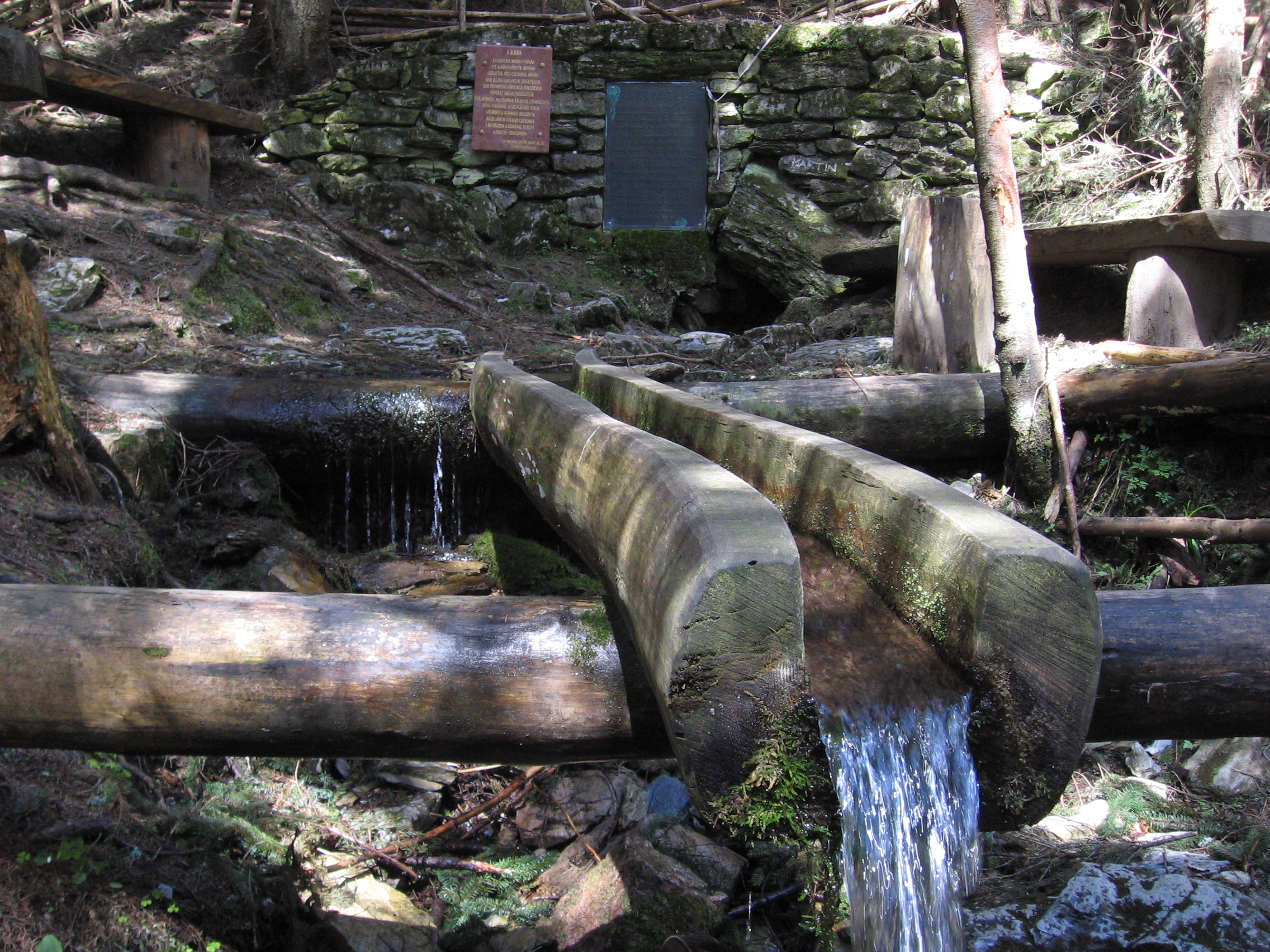
A Rába egyik forrása

A Rába (németül: Raab, latinul: Arrabo, szlovákul: Raba) Magyarország harmadik leghosszabb folyója, a Duna legjelentősebb magyarországi mellékfolyója. Ausztriában, Stájerországban, a Fischbachi-Alpokban, a Hochlantsch délkeleti lejtőjén ered 1200 m magasságban. Ausztriában 95 km-t tesz meg déli-délkeleti irányban. Gyanafalvánál (Jennersdorf) eléri legdélebbi pontját majd keleti-északkeleti irányban folyik tovább és Alsószölnöknél, 288 m tengerszint feletti magasságban belép Magyarország területére. Egyes szakaszai innentől az osztrák-magyar határt képezi majd Rábatótfalutól (Szentgotthárd) végleg csak magyar területen halad tovább. Alsószölnöktől 188 km megtétele után Győrnél a Mosoni-Dunába ömlik. A viszonylag nagy esésű, szélsőséges vízjárású folyó teljes hossza 283 km, vízgyűjtő területe 10 113 km2, közepes vízhozama Győrnél 27 m³/s.
Nem hajózható, de a római korban jelentős szállítási útvonal volt. Ma elsősorban vízienergia- és ivóvízforrásként, valamint mezőgazdasági és turisztikai szempontból jelentős. 1896-ban Ikervárnál a Rábán épült fel Magyarország első, ma is működő vízi erőműve, 2009-ben pedig már az ötödik rábai erőmű, a nicki duzzasztógát mellett épült kenyeri kezdte meg a termelést. A folyó menti települések a Rába-parti kutakból nyerik ivóvizüket és az öntözéses növénytermesztéshez is felhasználják a Rába vizét. Minden nyáron sok fürdőzőt és csónakázni, kajakozni, kenuzni vágyó turistát vonz a folyó annak ellenére, hogy zsilipkamra nélküli duzzasztógátjai a csónakázók dolgát kissé megnehezítik.

## Neve

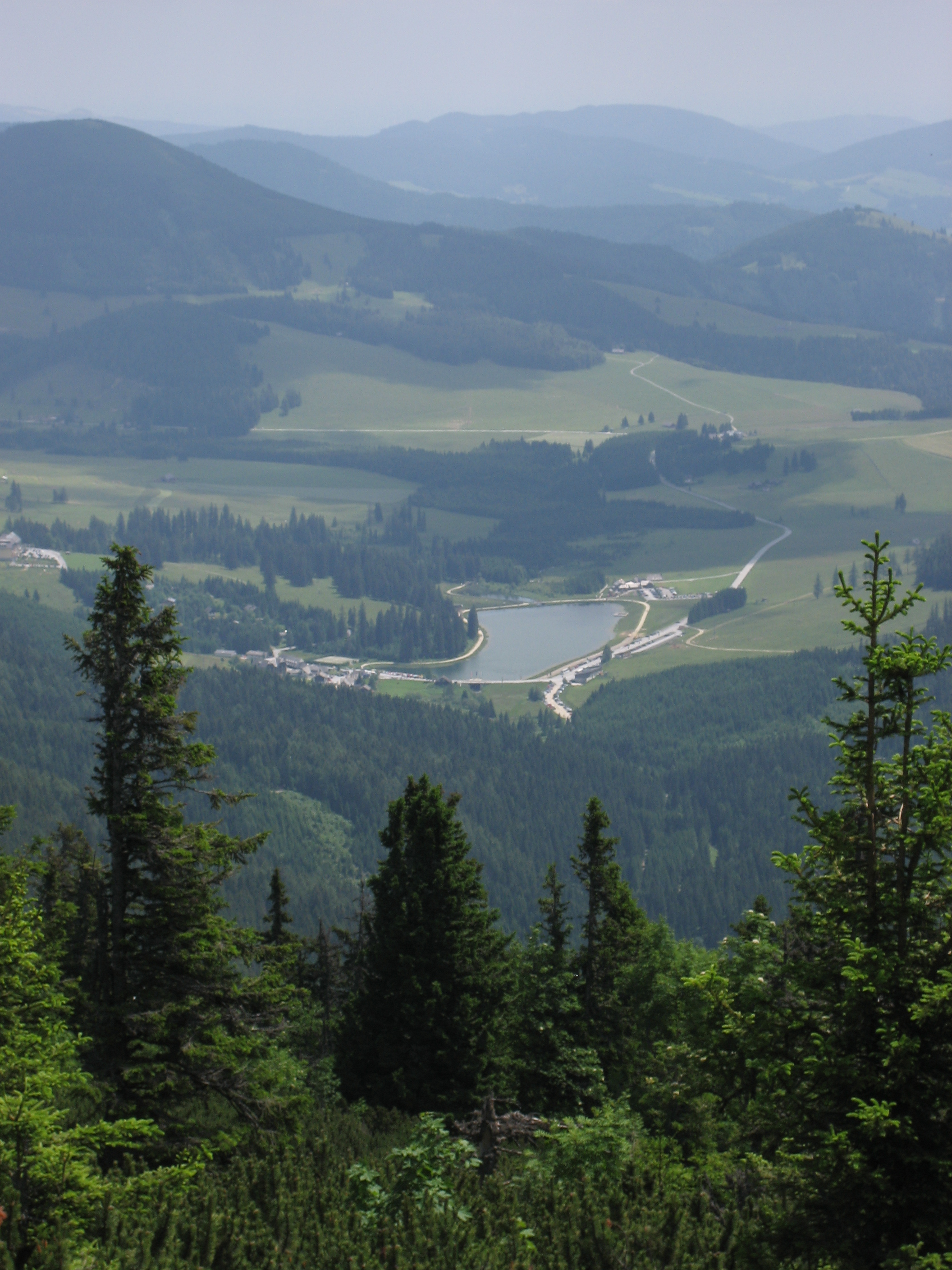
A Rába forrásvidéke a Hochlantsch délkeleti oldalán

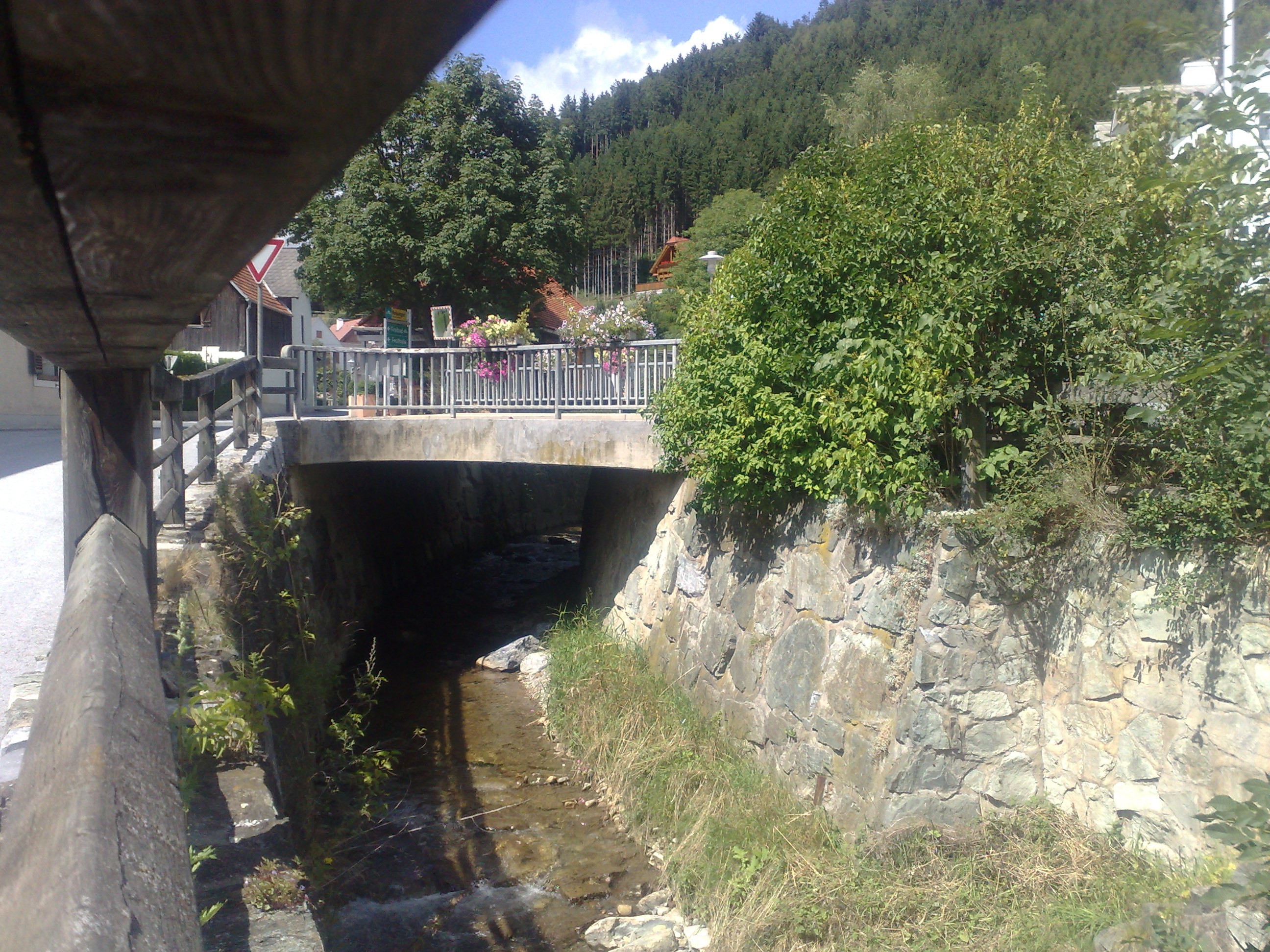
A Rába Passailnál

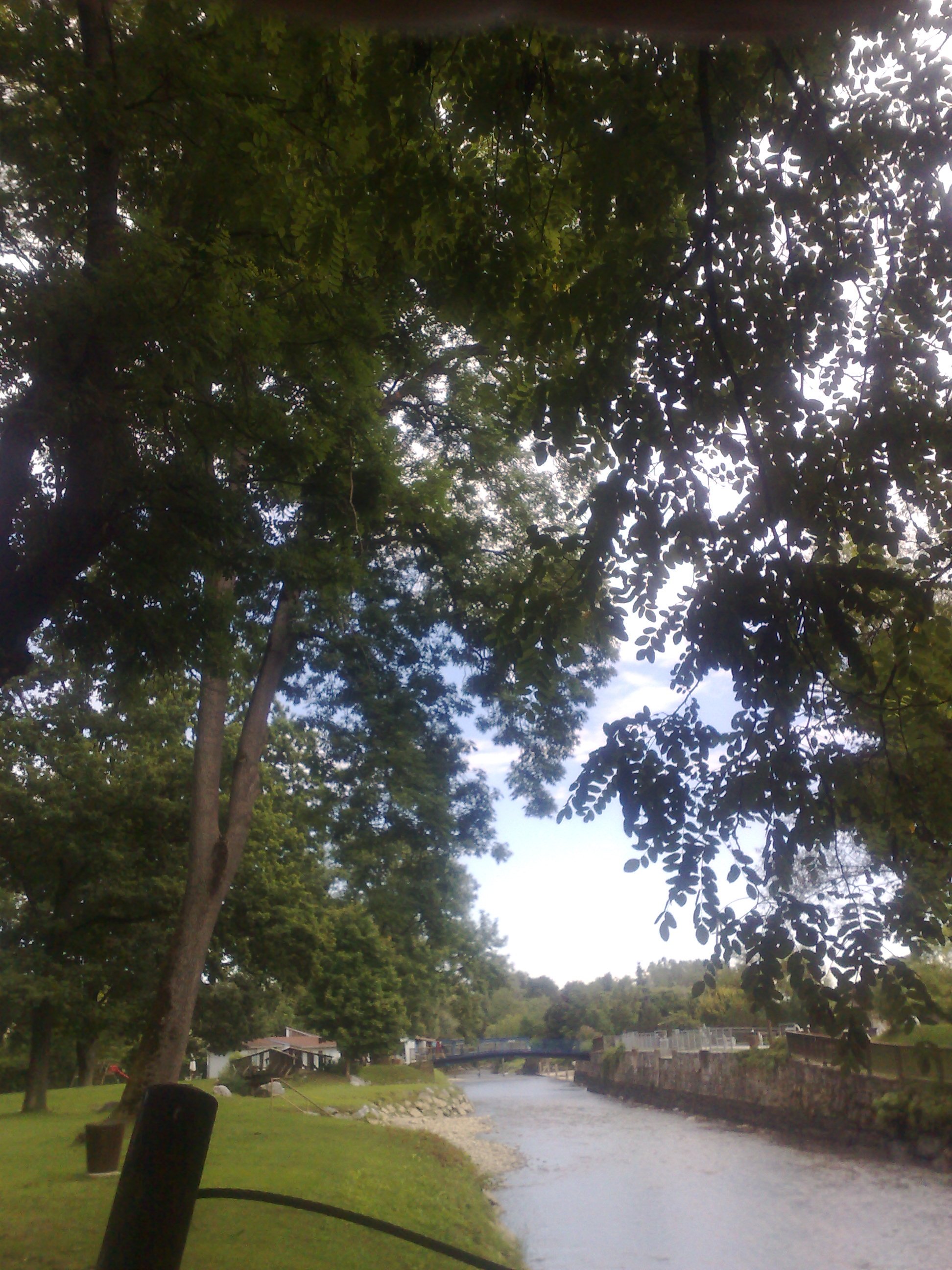
Rába-parti strand Sankt Ruprechtben

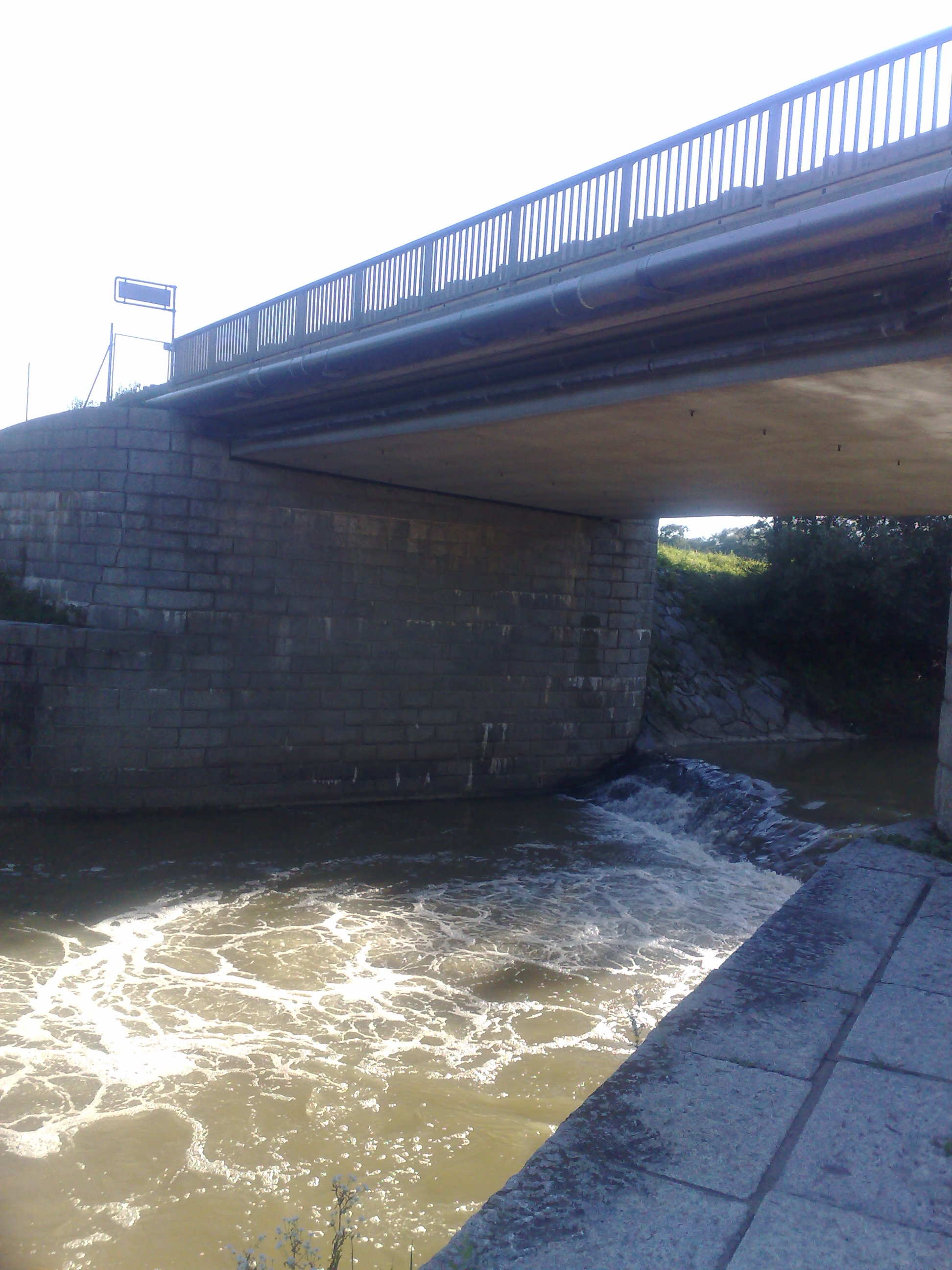
A Rába esése Gyanafalván a híd alatt

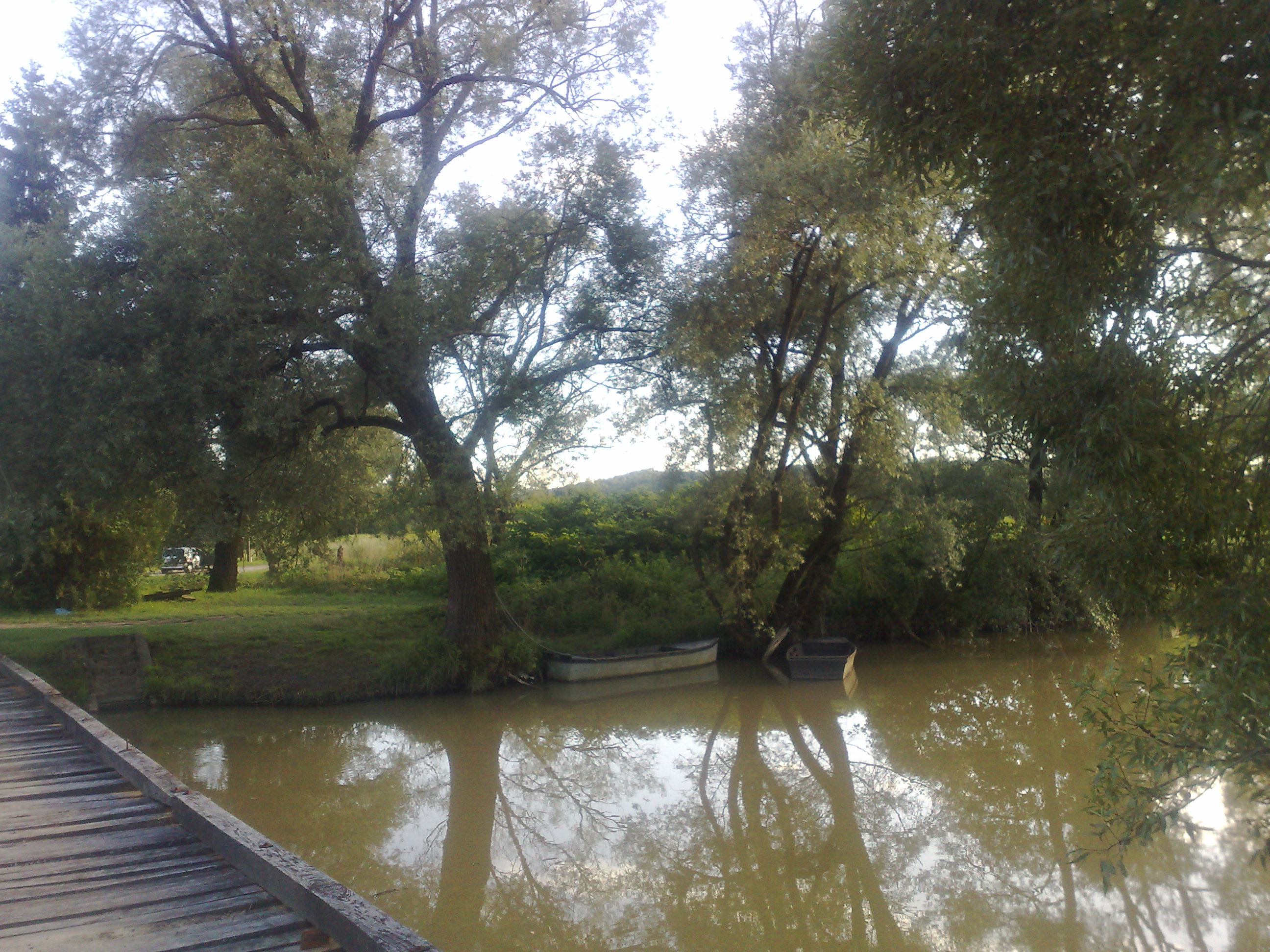
A Rába Alsószölnöknél

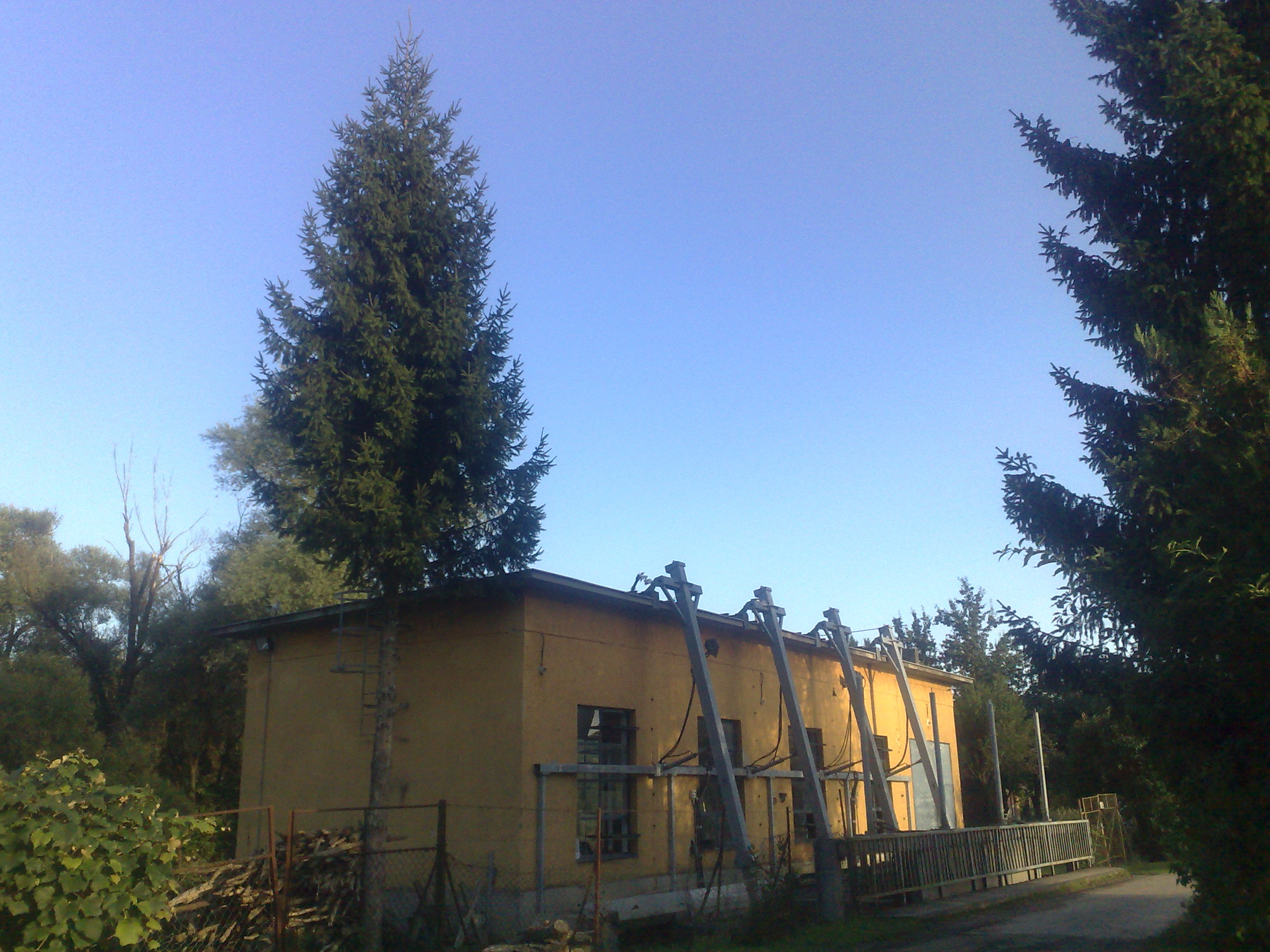
Az alsószölnöki erőmű épülete

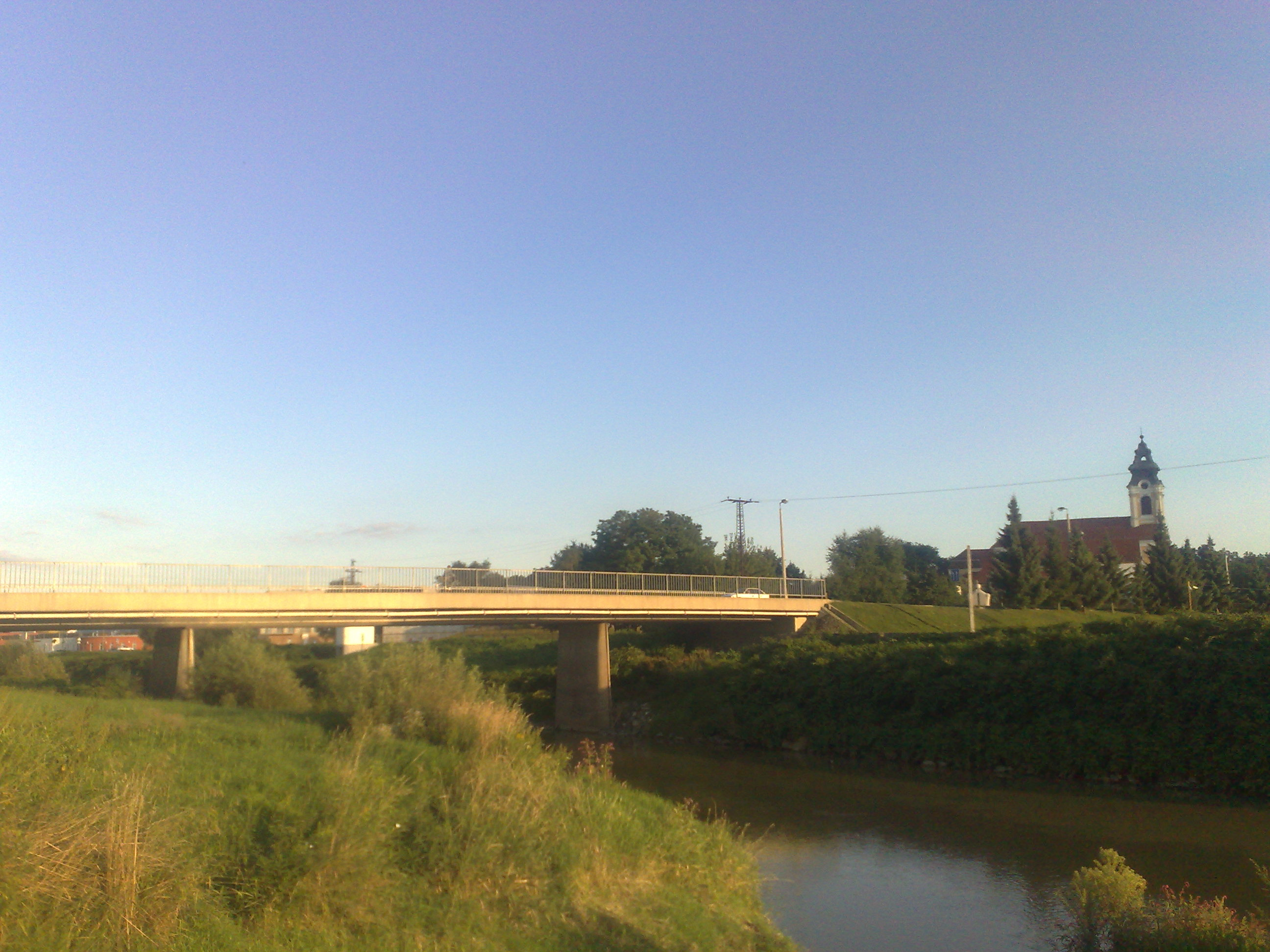
A Rába Szentgotthárdnál

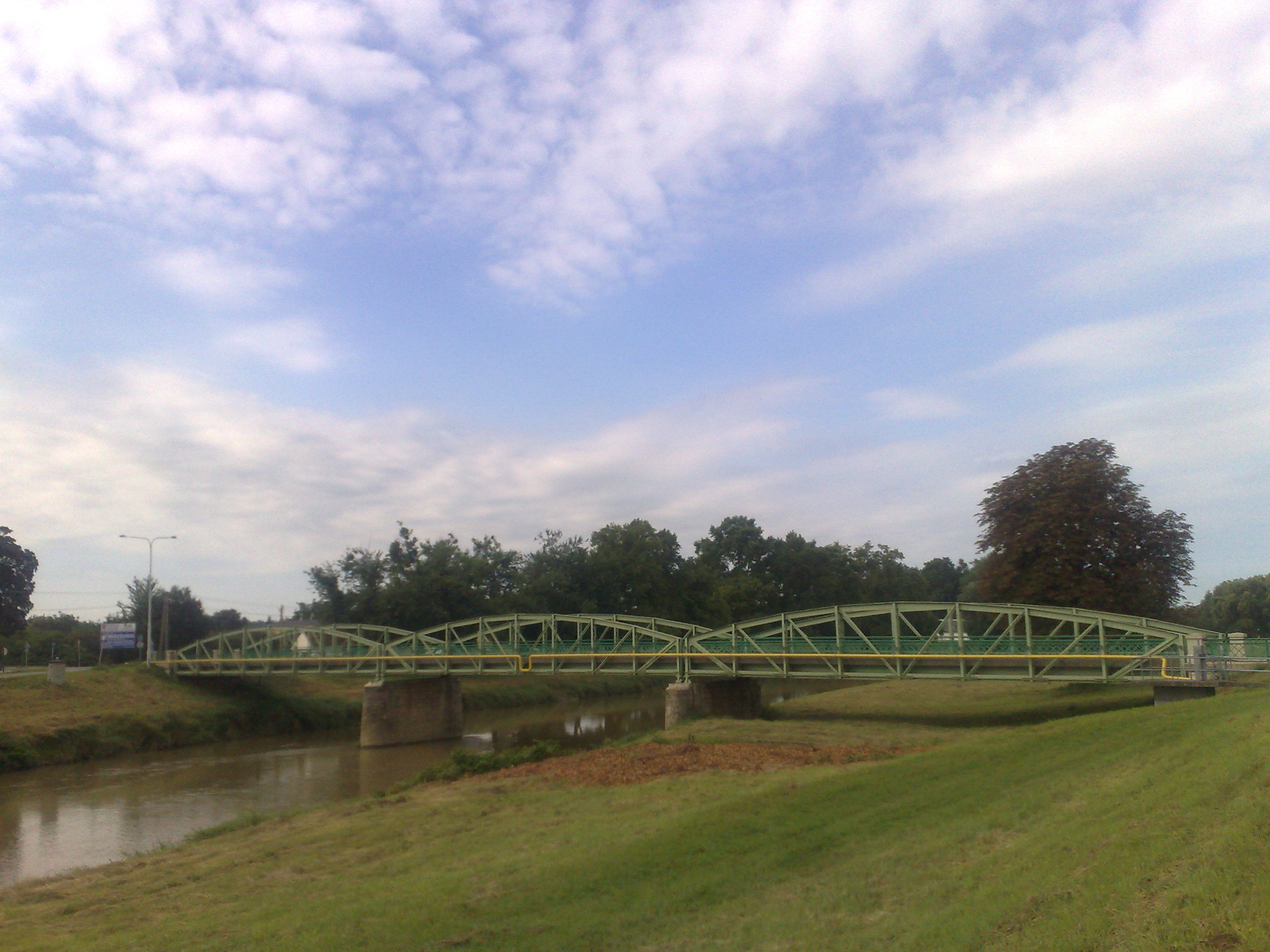
A körmendi Rába-híd

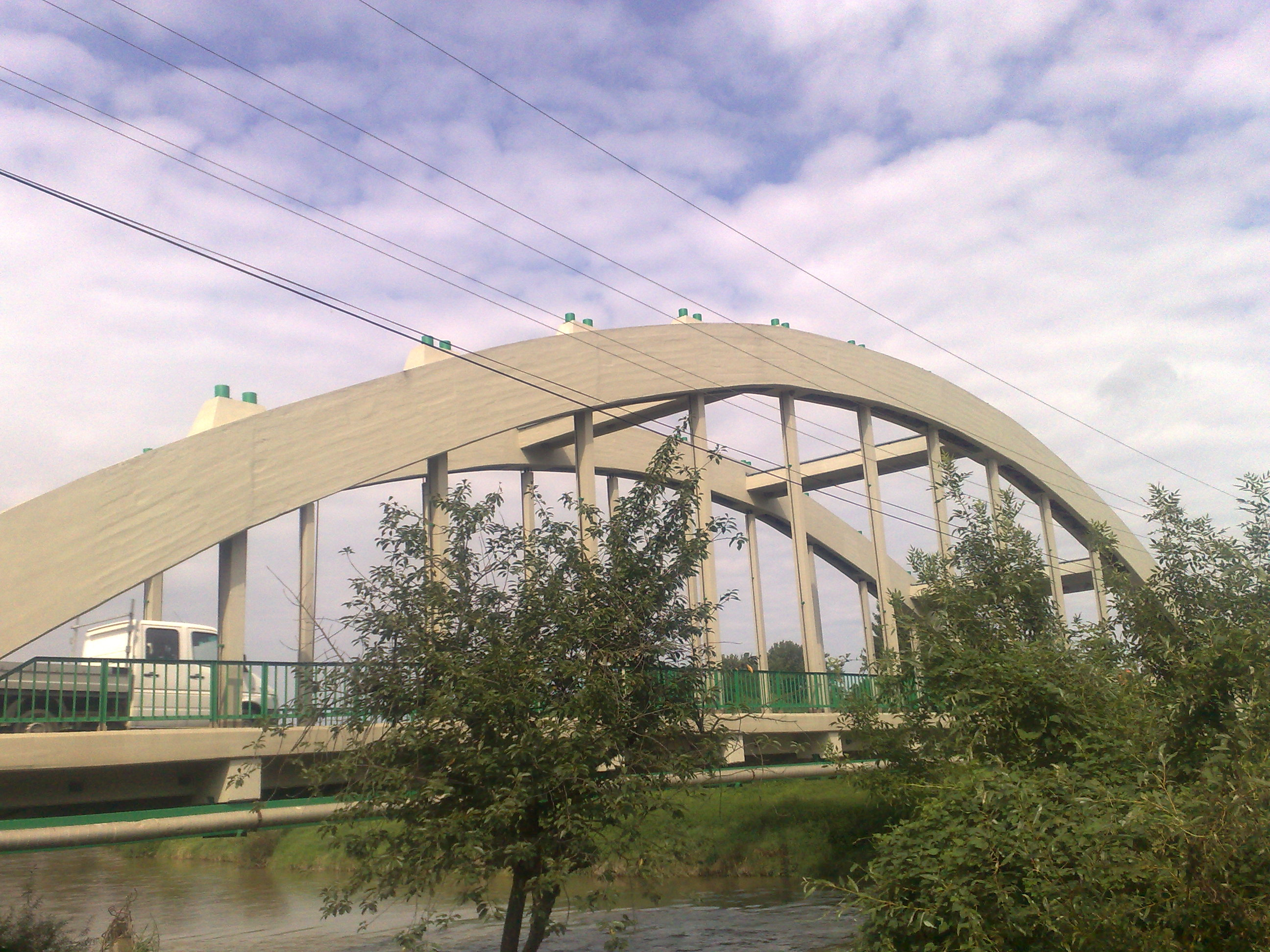
A rábahídvégi híd

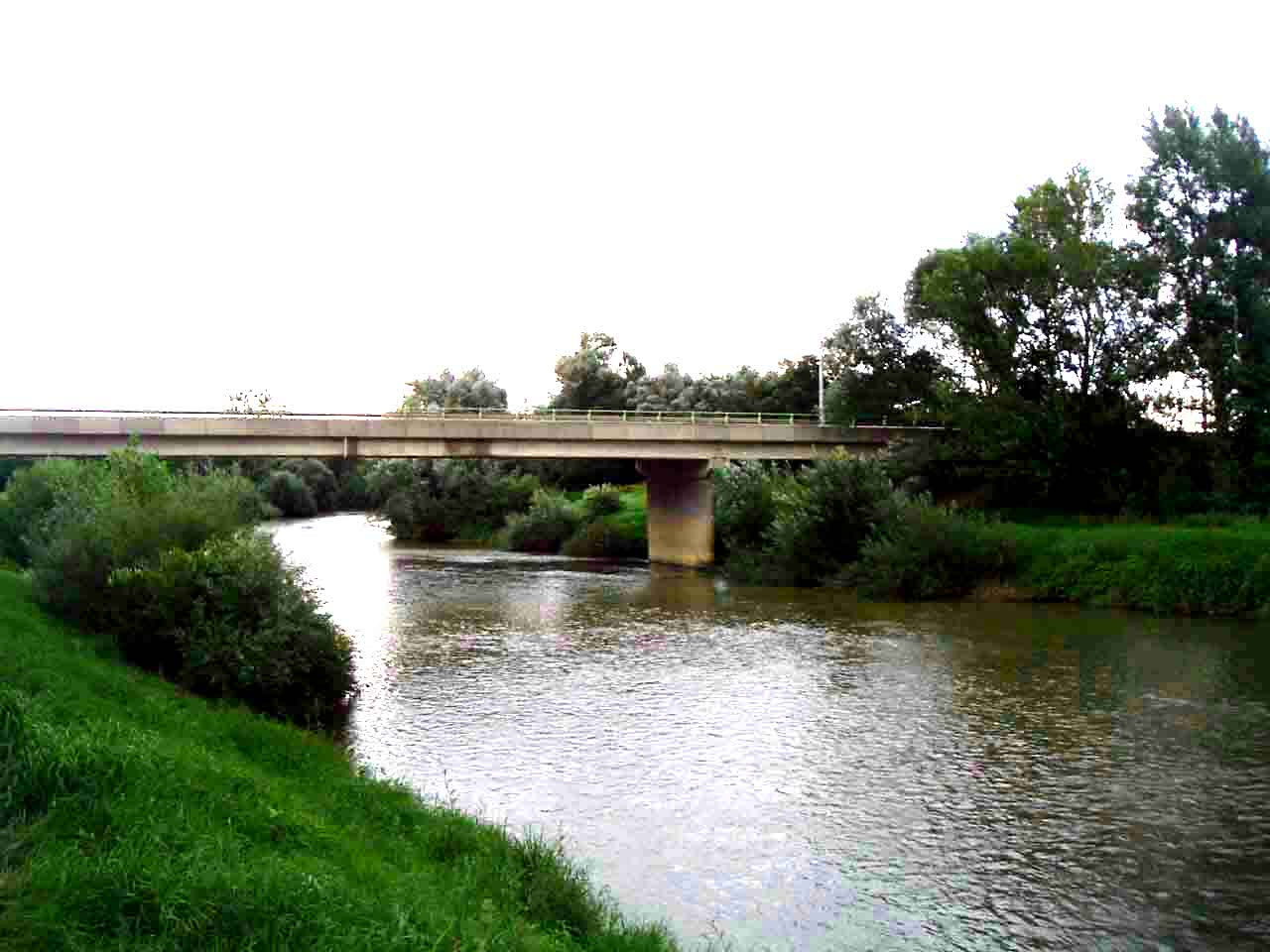
A Rába hídja Rumnál

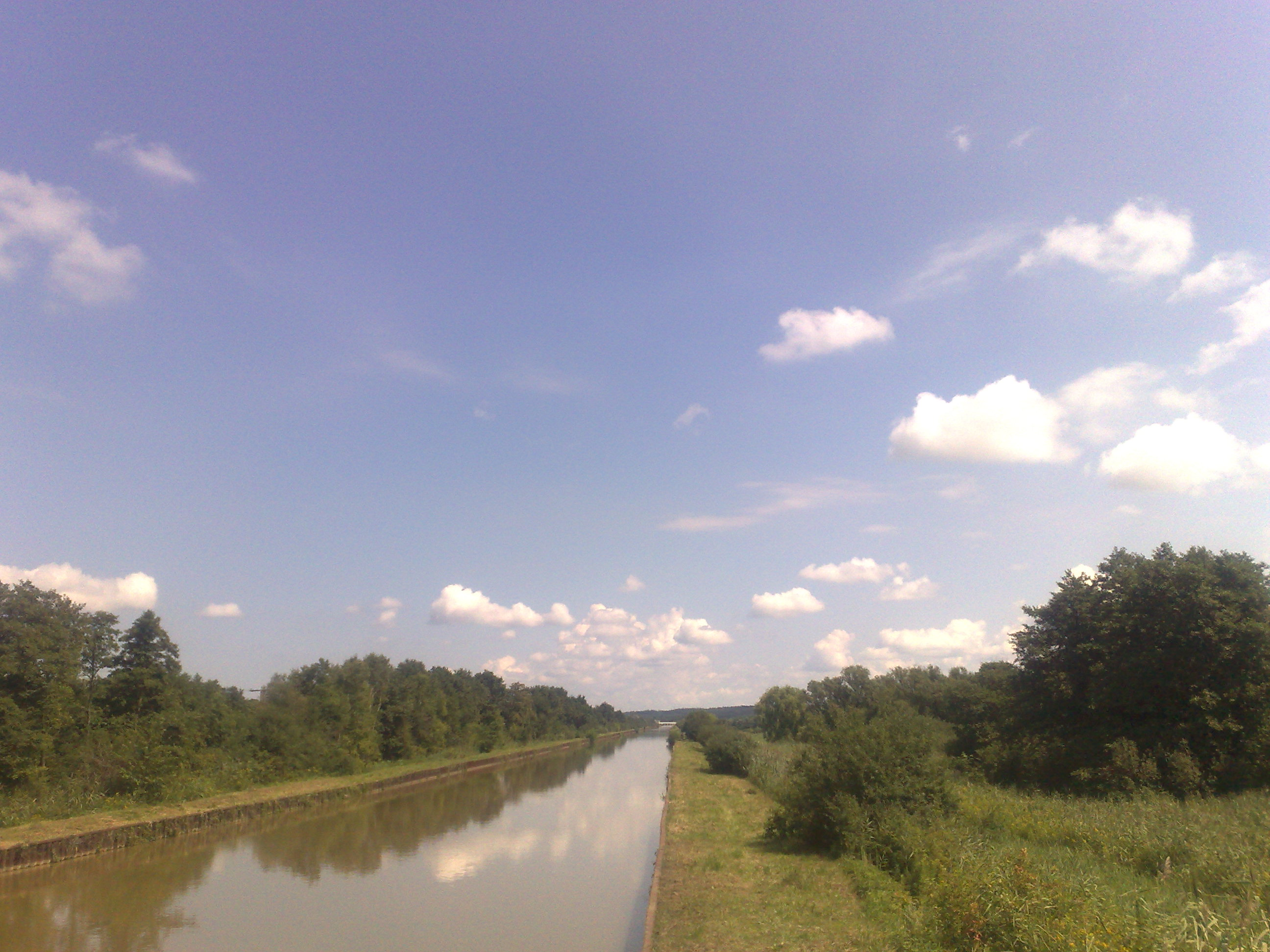
Az ikervári erőmű üzemvíz-csatornája

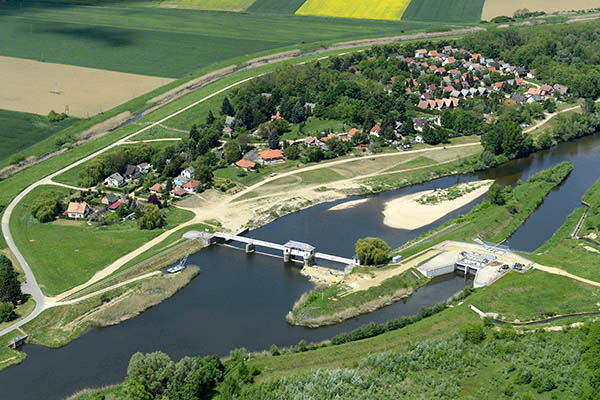
A nicki duzzasztó

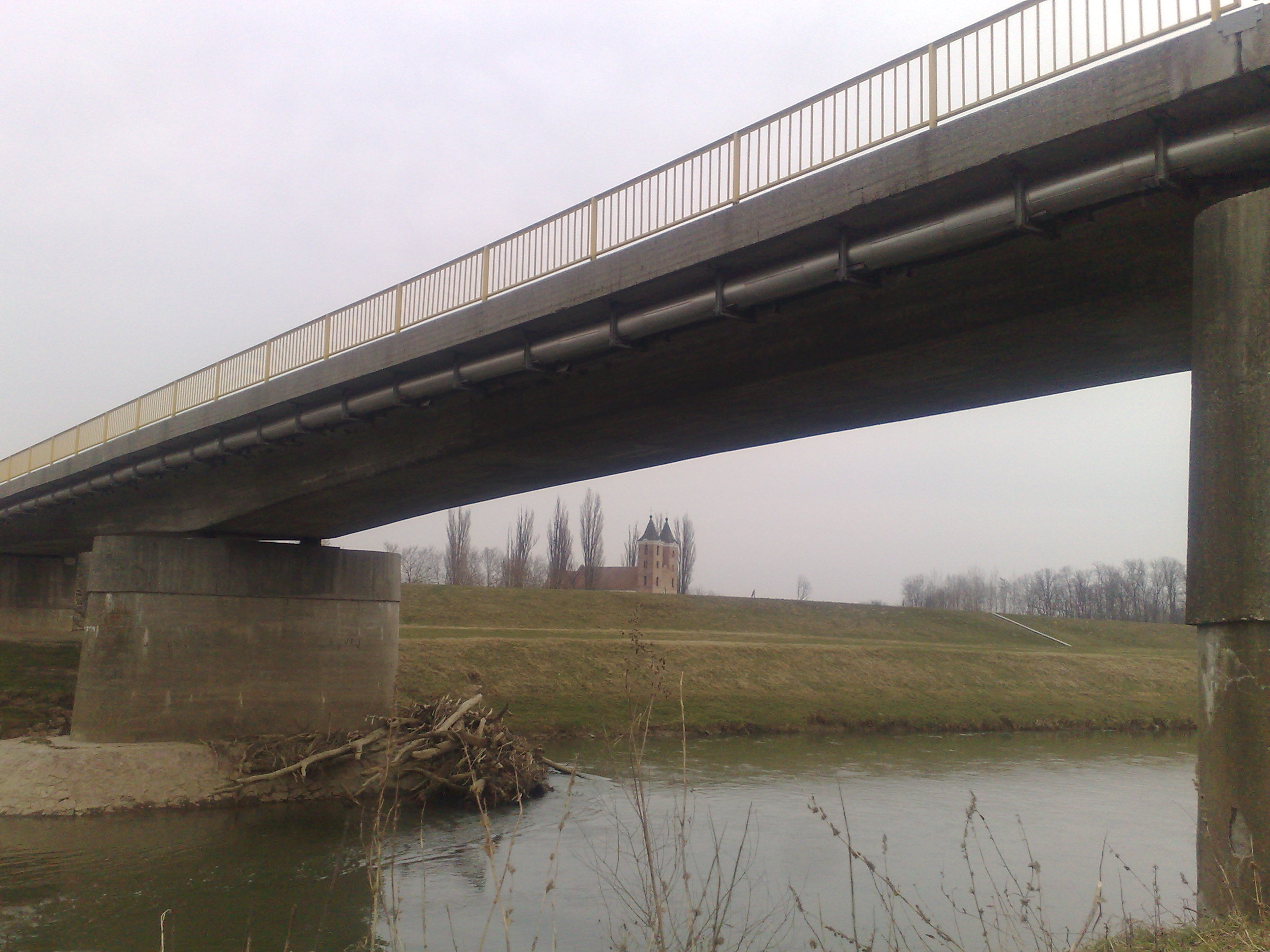
Az árpási Rába-híd (háttérben a falu Árpád-kori temploma)

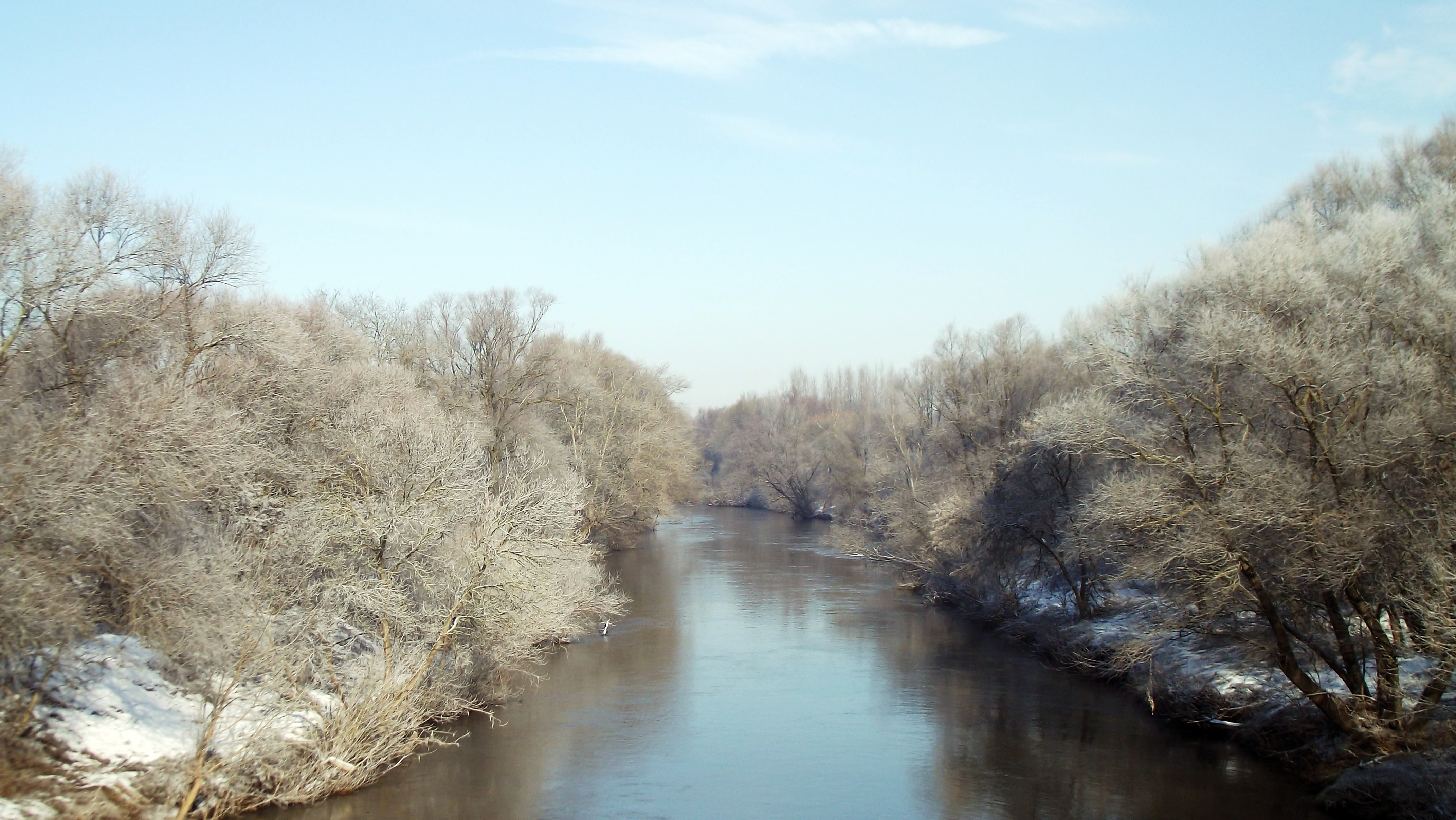
Árpásnál 2015 februárban

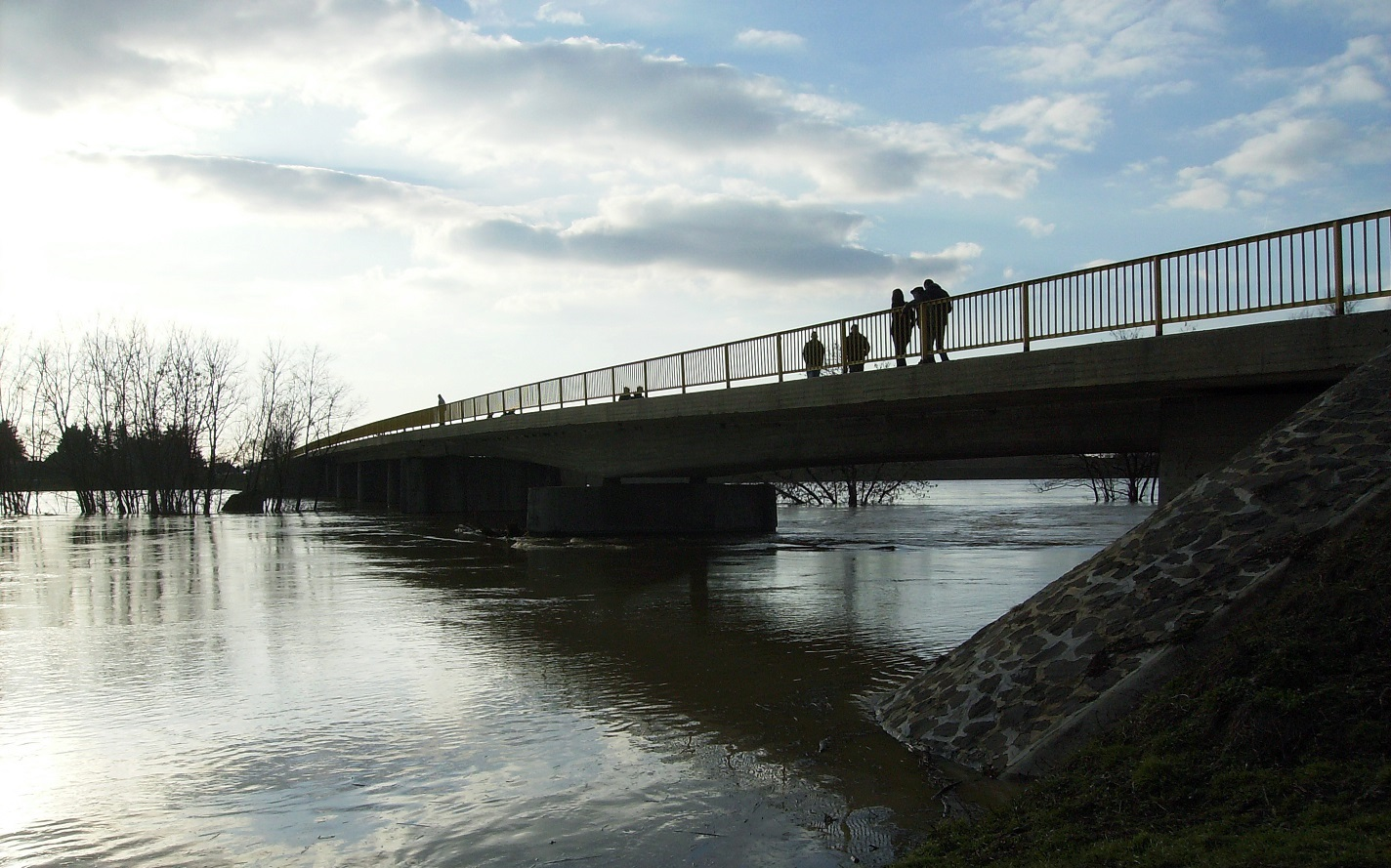
A Rába folyó rekord áradása 2013 tavaszán Árpásnál

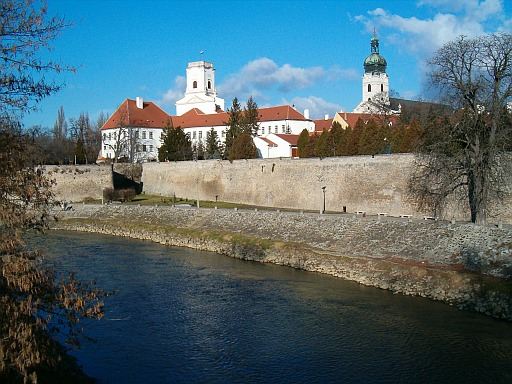
Győr

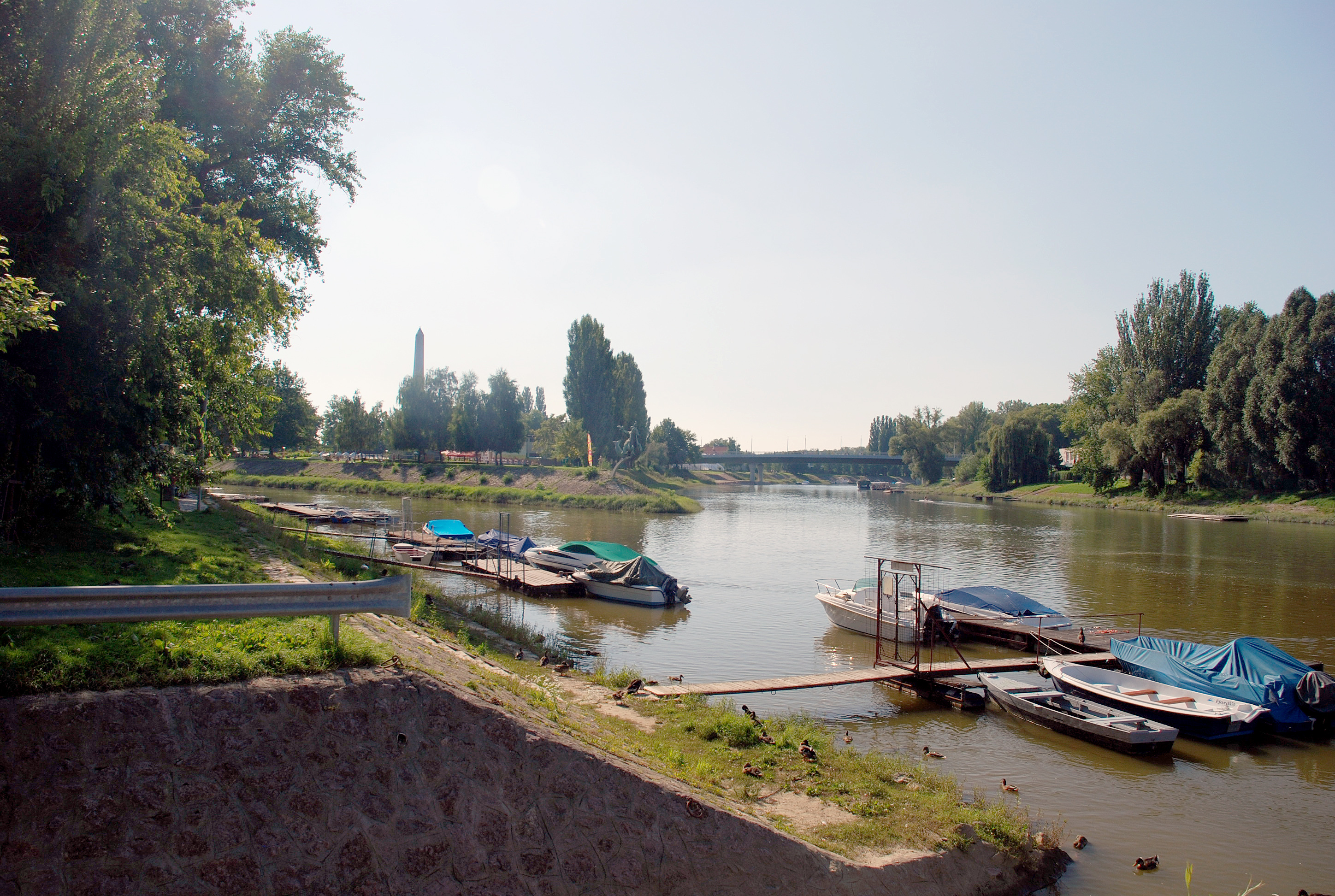
A folyó torkolata Győrnél

Magyar neve kelta vagy illír eredetű latin elnevezéséből (Ar(r)abo) származik, amelynek szótövében a sötétvöröses, barnás jelentésű indoeurópai orob melléknév rejtőzhet. Valószínűleg szláv közvetítéssel került nyelvünkbe.

## Vízrajza
A Rába Ausztriában, a Fischbachi-Alpokban, a Hochlantsch délkeleti lejtőjén, mintegy 1200 m magasságban, két ágból ered. A két ág 11 km megtétele után Passailnál, 411 m magasságban egyesül. A hegyek közötti szűk völgyben nagy s még a magyar határnál is 89,6 cm/km eséssel folyik a folyó. Körmendet elhagyva az Őrségi dombok széles völgyében lelassul, kanyarogni kezd. Sárvárnál ér a Rábaköz síkságára. Esése Marcaltőnél tovább csökken, s Győrnél, ahol a Mosoni-Dunába ömlik, már csak 24,1 cm/km.
Teljes hossza 283 km, ebből 95 km az ausztriai és 188 km a magyarországi szakasz. Medre Csákánydoroszlóig erősen beágyazott, de attól lefelé hordalékkúpon helyezkedik el. Az állandóan kanyargó folyó itt intenzív kanyarépítést végez, és így a 19. század végi szabályozáskor végzett átvágásokkal jelentősen lerövidített hossza újra nő. Szélessége a magyarországi szakaszon 30 és 50 méter között váltakozik, mélysége (a duzzasztógátak fölötti mélyebb részeket nem számítva) 1-2,5 méter, de aszályos években gázlók kialakulása sem ritka. Viszont ha az Alpokban sok eső hull, vagy tavasszal hirtelen olvadni kezd a hó, akkor előfordul, hogy vízállása egy nap alatt akár 5 méterrel is emelkedik. Ha az alsó szakaszon ehhez hozzáadódik a Duna duzzasztó hatása, akkor ott a napi szintemelkedés akár a 7 métert is elérheti.
A Rába vízének sebessége 2 km/h és 11 km/h között váltakozik az esőzések és a hóolvadás gyorsaságának függvényében. Közepes vízhozama a torkolatnál 27 m³/s.
A folyó vízgyűjtő területe magában foglalja a Stájer-Alpok déli lejtőit, az Őrség északi részét, a Vasi-Hegyhát és a Kemeneshát északnyugati oldalát, a Kemenesalját, a Sokorói-dombságot, a Keszthelyi-fennsík északi és a Bakony északnyugati lejtőit, valamint a Kisalföldet és a Fertő-tó vidékét. A teljes vízgyűjtő terület 10 113 km², de ennek csak valamivel több mint a fele, mintegy 5 600 km² esik magyar területre. A vízgyűjtő 2%-a belterület, 7%-a rét, legelő, nádas, 60%-a szántó és 31%-a erdő.

### Mellékvizei
Fontosabb mellékvizei a vízfolyás irányában haladva (zárójelben a torkolat helye):
Ausztriában:
- Weizbach (bal oldal, Sankt Ruprecht an der Raab)
- Rabnitz (jobb oldal, Gleisdorf)
- Pickelbach (jobb oldal, Studenzen)
- Tiefernitz (jobb oldal, Rohr an der Raab)
- Grazbach (bal oldal, Weinberg an der Raab)
- Lammbach (bal oldal, Jennersdorf)

Magyarországon:
- Szölnöki-patak (németül: Ober Zemming Bach, szlovénül: Seniški potok; jobb oldal, Alsószölnök)
- Lapincs (németül Lafnitz; bal oldal, Szentgotthárd)
- Vörös-patak (bal oldal, Csákánydoroszló)
- Pinka (bal oldal, Körmend)
- Makucs-patak (bal oldal, Egyházashollós)
- Sorok-Perint-csatorna (bal oldal, Zsennye)
- Gyöngyös-patak (bal oldal, Sárvár)
- Csörnöc-Herpenyő (jobb oldal, Sárvár)
- Kis-Rába ( bal oldal, Kapuvár)
- Répce-árapasztó-csatorna (bal oldal, Rábakecöl)
- Marcal (jobb oldal, Koroncó és Gyirmót között)

## Élővilága
A Rába, hazánk egyik legkevésbé háborított folyóvize, számos fajnak nyújt otthont. Élővilágának kialakulásában döntő szerepe volt a területen érvényesülő domborzati és éghajlati hatásoknak.  Ez az élővilág egyszerre alpokaljai, szubmediterrán, és kontinentális hatásokat tükröz.
A Rába élővilágát Körmenden, a Batthyány-kastélyban berendezett Rába Helytörténeti Múzeum állandó kiállításon mutatja be.

### Növényvilága
Az Alpokalja növényvilágának részét képezi a Rába mentén is élő struccharaszt, a sárgaliliom és a pajzstok.
A gombák közül az ártereken sok helyen megtalálható a mezei szegfűgomba, a parlagi tölcsérgomba, a kerti susulyka, a csiperke, a pöfeteg, a májusi pereszke, a sárga gévagomba és a laskagomba.
Az ártéri erdők szélén számos moha-féle él: pusztai tujamoha, habos ligetmoha, viaszmoha, erdei szőrmoha stb.
Harasztok, zsurlók és páfrányok is mindenütt találhatók a Rába-völgyben.
Az eredeti természetes növénytársulásokra példa a ma már csak a sárvári ártéren élő tölgy-kőris-szil ligeterdő és a Körmend melletti gyertyános-kocsányos tölgyes. A körmendi kastélyparkban 200 évesnél idősebb kocsányos tölgyek is vannak, a 2006-ban elpusztult zsennyei tölgy pedig az ország talán legöregebb és legvastagabb fája volt: kerülete meghaladta a 10 métert.

### Állatvilága
A mederben és kavicságyában rengeteg folyamkagyló található.
A rovarfajok közül jelen vannak a kérészek (tiszavirág, dunavirág), különböző szitakötők, legyek, szúnyogok, a csíkbogár, a búvárpók, különböző levélbogarak, ormányosbogarak, cserebogarak, lepkék, például a bagolylepke, a farontólepke és tarkalepkék, a levéldarazsak, a futóbogarak és a díszbogarak.
A halak közül említést érdemel a ponty, a harcsa, a menyhal, a csuka, a süllő, a márna, a magyar bucó és a német bucó és a keszeg. Hegyvidéki és mocsári halfajok is megtalálhatók, például a törpeharcsa és a compó.
A nedves élőhelyeken béka- és gőtefajok, valamint hüllők élnek, például vízisikló és fürge gyík.
A Rába-völgyben több mint 200 madárfaj él. A kavicszátonyokon jellemző a kis lile és a billegetőcankó, a szakadó partok falába vájt költőüregekben, telepesen gyurgyalag, helyenként egyesével a jégmadár fészkel, a víz fölé hajló ágakra nyárfamag repítőszőréből szőtt zárt, zacskó alakú fészkében függőcinege költ. A part menti ligeterdők méretes fáiba vájt odvakban a fekete harkály jellegzetes, de más harkály-fajok is élnek itt. A partélek bokrosaiban a berki tücsökmadár, fülemüle és barátposzáta, a csalánosokban énekes nádiposzáta és cigánycsuk a leggyakoribb énekesmadarak. A ragadozómadár-fajok közül az egerészölyv, a héja és a karvaly, a baglyok közül a macskabagoly és az erdei fülesbagoly kerül leggyakrabban szem elé.
Az emlősfajok száma meghaladja a harmincat. Megfigyelhető itt a vízi környezethez alkalmazkodott két nagy testű rágcsáló: a pézsmapocok és a hód, valamint a halakat fogyasztó vidra is. A gyakoribb fajok közül említést érdemel még a nyuszt, a nyest, a menyét, a hermelin, a borz és a mókus. Az éjszakai életmódú denevérek gyakran már alkonyat előtt megjelennek ivó helyeiknél a folyó felett.
A hazánkban honos nagyvadak közül megfigyelhető itt a gímszarvas, az őz és a vaddisznó.

## Története

### Kialakulása
A Rába kialakulása 3 millió évvel ezelőttre tehető, amikor a Duna elhagyta a területet.
Pannónia 2. századi ábrázolását tartalmazó Klaudiosz Ptolemaiosztól származó térképen az északkeletre tartó Rába / ARABON.FLV.  BREGAETIUM-nál ömlik a Dunába.
A 14–15. századi oklevelekből a Rába folyásának iránya az érintett települések alapján jól beazonosítható. Ezek a települések részben a főág mentén – Iwanch (1346), Rum (1350), Hydwegh (1372) , Uyfalua (1429), Azzonfalua (1451), Papuch/Ekl (1367), Marzalthew (1469), Malomsok (1474), Moruchyda (1287)  – valamint a Rábaközben – Vycha (1360), Vadosfalua (1428), Myhaly (1429), Kysfalud (1433), Petlend (1317), Chanyk (1436)- találhatók. Ennek oka, hogy a Rába Nick térségében elágazott, több ágon folyt a Rábaközben északra és folyt a jelenlegi főág irányában.
Egy, a Rábaközben folyó ágat II. András 1233-ban kelt privilégiuma szerint Rabche-nak, míg ugyanazt 1377-ben – a Mihályi-i nemesek nyilatkozata szerint – már Rábának hívnak. Ugyancsak a Mihályi-i nemesekkel kapcsolatos 1429. évi bizonyságlevél szerint Myhaly és Lynkohath possessiok területén lévő malmok a Rába, más néven pedig a Baluanus és Luas folyókon voltak.
A nyugatabbra elhelyezkedő Bálványos (Balvanus/Baluanus) és a keletibb helyzetű Lusa (Lusa/Luas) folyók már korábbi oklevelekben is megtalálhatók a mai Kis-Rába térségében. Jelenleg a Kis-Rába Nicknél elválik a Rábától és Kapuváron túl a Répce folyóval egyesülve Rábcaként folyik tovább.
A 16. században megjelenő kezdetleges magyarországi térképek gyakorlatilag még ugyanezt az állapotot mutatják. Az 1811. évi Sopron vármegye térképen még meglévő,  Edve és Vág között kiágazó, majd szétváló és északnak tartó másik mellékág is megfigyelhető.
A Rába jobb oldalán lévő mellékágakkal kapcsolatban – Pápoc, Marcaltő, Mórichida – általánosan használatos Mezeuraba/ Mezőrába elnevezés. Vas vármegyei oklevelekben gyakran használt megnevezés még a sylva Raba/Rába erdő, mely a folyó árterében lévő nagy kiterjedésű erdőkre utal. Egy, 1350-ben I. Lajos által átírt oklevél vasvári Rába folyó "várnagy"-nak nevezett comesről tesz említést.
A folyó mai állapota a 17. század elejétől indított szabályozási munkák eredménye.

### Árvizei és szabályozása
A Rába áradásai már az Árpád-korban is veszélyt jelentettek a folyó mentén létesült településekre nézve. IV. Béla egy 1226-ból fennmaradt kiváltságleveléből és a győri káptalan egy 1263-as leveléből is arról értesülünk, hogy már a 13. században csatornákkal és védőgátakkal próbálták elhárítani e veszélyt. 1247-ben lebontatták a Rábán épült „kártékony”, azaz árvízveszélyt okozó malmokat és elrendelték a kisalföldi csatornatöltések megerősítését. Az 1636. évi 64. sz. törvény „küldöttséget” hívott életre a „Rába-meder kitisztítása és az ottani vízbajok elhárítása” tárgyában. 1746-ban Veszprém vármegye panasszal élt, mert Vas vármegye határában, a Rába partján öt évvel korábban Sopron megye gátat emelt, amely megzavarta a Rába folyását és annyira felduzzasztotta az Ásvány-árkon át kitörő vizeket, hogy azok elárasztották és elmocsarasították a Marcal-menti mezőket.
A Rába szabályozásának és erős gátak közé szorításának folyamata Győr, Moson, Sopron és Vas vármegyék, valamint Sopron szabad királyi város küldötteinek 1870-ben Szombathelyen tartott találkozójával kezdődött. A találkozó résztvevői kimondták, hogy szükségesnek tartják és igénylik a szabályozást, s egyben kérték a kormányt, hogy a szabályozási terveket készíttesse el. A terveket Újházy János főmérnök 1871-ben el is készítette. Ártérnek azokat a területeket tekintette, amelyeket az 1853. évi nagy áradás alkalmával elöntött a víz. Még 1871 novemberében megalakult és megkezdte működését a Rábaszabályozó Társulat.
1879-ben hatalmas árvíz pusztított a Rába mentén. A folyó Malomsoknál és Mérgesnél átszakította a jobb oldali régi, gyenge töltéseket, majd több helyen áttört a bal oldali töltésen is, tengerré változtatva a vidéket. Az okozott károk nagysága is hozzájárult ahhoz, hogy a szabályozási munkálatok felgyorsultak, de a pénzhiány továbbra is gondot okozott. Ekkor következett be az 1883-as, a négy évvel korábbinál is pusztítóbb árvíz: a töltések ismét több helyen átszakadtak, a víz elvitte az árpási hidat, Sobor és Árpás községekben a házakat is elöntötte, majd a Duna áradásától is felerősítve hatalmas rombolást végzett Győrben és környékén, házak dőltek össze, emberek ezreit kellett kitelepíteni.
Az 1883-as árvíz után már a kormány is fontosnak tartotta a szabályozás felgyorsítását, ezért dotációval és bankgaranciákkal támogatta a gátépítést, majd az Országgyűlés törvénybe iktatta a Rába szabályozásának folytatását és befejezését. Amire a törvényi szabályozás nem terjedt ki, azt a közlekedési miniszter 39161/1885. sz. rendelete határozta meg; ennek 75. cikke például még azt is kimondta, hogy „gátőrségi szolgálatra csak ép és erős testalkatú, 40 évesnél nem idősebb s 20 évesnél nem fiatalabb, írni és olvasni tudó egyén alkalmazható”.
A szabályozás most már valóban felgyorsult és az árvízveszélynek kitett Sárvár-Győr közötti szakaszon 10 év alatt, 1893-ra gyakorlatilag befejeződött. A Rába e szakaszát 80 átmetszéssel 48 km-rel, 131 km-ről 83 km-re rövidítették. Az árvízvédelmi töltések majdnem teljesen párhuzamosak, egymástól való távolságuk Győr-Árpás között 400 m, Marcaltőnél 320 m, fölötte pedig 200 m. Az új töltésekbe óriási mennyiségű földet és egyéb anyagot építettek be, például csak Marcaltő és Árpás között 619 287 m³-t. A gátak a továbbiakban megfeleltek az elvárásoknak. 1900-ban egy minden addiginál nagyobb árhullám még töltésszakadást okozott ugyan, és a víz 30 000 hektárt elöntött, de az 1910-es, 1925-ös és 1963-as ugyancsak hatalmas árhullámok már nem tudtak bajt okozni. 1965 áprilisában azután a Rába bal oldali mellékfolyóin ismét minden addiginál nagyobb árhullámok keletkeztek, ezek egyesültek a Rába árhullámával, aminek következtében az összegyűlt víz 30–50 cm-rel meghaladta a Rába-töltés koronáját és több helyen gátszakadást idézett elő. Az árnak mégsem lettek katasztrofális következményei, mert a vizet rövid időn belül sikerült a már alacsonyabb vízállású folyóba visszavezetni.

### Vízminősége
A folyó vízminősége a 20. század közepéig egészen kiváló volt, méteres mélységnél is látni lehetett a meder alját és a vízben úszkáló halakat. Az ötvenes évektől azonban egyre nagyobb mértékben szennyezi a völgyében zajló ipari és mezőgazdasági tevékenység. Fürdeni és horgászni ma is lehet a folyóban, de vize egyre kevésbé áttetsző. Az ezredforduló óta egyes ausztriai bőrgyárak – a két ország illetékes hatóságainak e tárgyban folytatott tárgyalásai és megállapodásai ellenére – nem megfelelően tisztított szennyvizet engednek bele. E vízszennyezés következménye a Rába gyakori „habzása”.

### Stratégiai szerepe
A középkorban a Rába felső szakaszán elhelyezkedő négy jelentősebb átkelőt (Sárvár, Rábahídvég, Körmend, Csákánydoroszló) erős várak védték. Ekkor a törökök elleni küzdelem természetes védvonalának részét képezte az itt még sebes, nagy esésű vízfolyás. (Sárvár, Körmend és Csákánydoroszló restaurált várkastélya ma is látható, csak a rábahídvégit pusztították el teljesen a törökök 1532-ben.)
1664-ben a török sereg többször is sikertelenül próbált átkelni a folyón, míg nehezen, de eljutottak Szentgotthárdig. Itt komoly vereséget szenvedtek, de majdnem két évtizeddel később másik nagy támadásuk során átszakították a folyó védelmi vonalát és eljutottak Bécs alá.
A második világháború utolsó heteiben a visszavonuló német katonák több Rába-hidat felrobbantottak, és a túlerőben lévő szovjet csapatoknak csak több napos elkeseredett harc árán sikerült átkelniük a még egyszer, utoljára védvonallá változtatott folyón.

## Gazdasági jelentősége

### Erőművek
A Rába magyarországi szakaszán a vízfolyás irányában haladva az alábbi öt vízerőmű található. Ezek beépített összteljesítménye 4 747 kW, évi energiatermelésük mintegy 29 millió kWh. 
- Az alsószölnöki vízerőmű 1960-ban épült, négy Francis-turbina működik benne, együttesen 200 kW névleges teljesítménnyel. Éves energiatermelésük összesen 435 ezer kWh.
- A csörötneki vízerőművet 1919-ben helyezték üzembe 3 db Francis-turbinával.  2004-ben felújították.  Névleges összteljesítménye 485 kW, évi energiatermelése 3,8 millió kWh.
- A körmendi vízerőmű 1930-ban épült. Az erőműben 2 db Francis-turbina üzemel összesen 240 kW névleges teljesítménnyel, évi 931 ezer kWh energiatermeléssel.
- Az ikervári vízerőmű a legrégebbi és a legnagyobb a négy erőmű közül. 1896-ban alakítottak át egy régi malomból. 1995-ben újjáépítették. Jelenleg 4 db 520 kW névleges teljesítményű függőleges tengelyű  Francis-turbina és 1 db 200 kW névleges teljesítményű vízszintes tengelyű iker Francis-turbina üzemel benne. Névleges összteljesítménye tehát 2 280 kW, éves energiatermelése 14,5 millió kWh.
- A kenyeri vízerőmű, amely a nicki duzzasztógát mellett épült, a legújabb az öt rábai erőmű közül: 2009-ben kezdte meg a termelést. 2 db GHE Kaplan split turbinájának névleges összteljesítménye 1 542 kW, az erőmű éves energiatermelése 9 millió kWh.

### Öntözés és ivóvízkivétel
A Rába menti települések növénytermesztői számára a Rába közelsége lehetővé teszi a különböző növénykultúrák szükség szerinti öntözését.
Fontos szerepet kap a folyó a Rába mente ivóvízellátásában is. A térség települései a felszíni vízfolyással közvetlen kapcsolatban álló porózus kőzetből nyerik a vezetékes vizet. Ez a víz jó minőségű, de magas vas- és mangántartalmú. Mindenkori minősége természetesen függ a folyó vízminőségétől.

### Pihenés és sport
Nyaranta a Rába-part sok strandolót, fürdőzőt vonz. Minden településnek van hivatalosan kijelölt vagy hagyományosan látogatott rábai fürdőhelye, de – az erőművek közvetlen szomszédságát kivéve – máshol is lehet fürödni.
A folyó partján tavasztól őszig jelen vannak a horgászok. Az érvényben lévő szabályok szerint éjjel-nappal lehet horgászni, engedélyezett a pergetés és a szakáll nélküli hármas horog használata is. Csónakot használni és sátrat verni is szinte mindenhol lehet.
Minden nyáron szerveznek vízitúrákat is. A folyó felső szakasza csak kajakkal vagy kenuval járható, de Nicktől Győrig evezős hajóval is. A hosszabb túrák általában Szentgotthárdról vagy Körmendről indulnak, s a túrázóknak külön kalandot jelent a duzzasztógátak és erőművek akadályának leküzdése (ez általában a hajók „átemelését” jelenti). A folyó végigjárása nagy figyelmet kíván, éles kanyarok, parthoz nyomó áramlatok, vízbe dőlt fák, rőzsegátak, cölöpök, zátonyok és homokpadok teszik nehézzé és egyben változatossá a haladást.

## Települések a folyó mentén
A vízfolyás irányában haladva.

### Ausztriában
- Hohenau an der Raab – a folyó bal partján, 1331 lakos, híd
- Passail – a folyó mindkét partján, 4428 lakos, híd
- Gutenberg an der Raabklamm – a folyó jobb partján, 1755 lakos, híd
- Arzberg – a folyó mindkét partján, 513 lakos, híd
- Sankt Ruprecht an der Raab – a folyó mindkét partján, 5551 lakos, híd
- Mortantsch – a folyó bal partján, 2231 lakos, híd
- Mitterdorf an der Raab – a folyó jobb partján, 2130 lakos, híd
- Gleisdorf – a folyó mindkét partján, 11 200 lakos, 4 híd
- Hofstätten an der Raab – a folyó bal partján, 2329 lakos, híd
- Sankt Margarethen an der Raab – a folyó jobb partján, 4158 lakos, híd
- Studenzen – a folyó jobb partján, 686 lakos, híd
- Fladnitz im Raabtal – a folyó bal partján, 770 lakos, híd
- Kirchberg an der Raab – a folyó jobb partján, 4564 lakos, híd
- Edelsbach bei Feldbach – a folyó bal partján, 1354 lakos, híd
- Gniebing-Weißenbach – a folyó bal partján, 2218 lakos, híd
- Feldbach – a folyó mindkét partján, 13 337 lakos, 2 híd
- Raabau – a folyó bal partján, 595 lakos, híd
- Lödersdorf – a folyó bal partján, 132 lakos, híd
- Johnsdorf-Brunn – a folyó bal partján, 804 lakos, 2 híd
- Fehring – a folyó jobb partján, 7150 lakos, híd
- Hohenbrugg-Weinberg – a folyó bal partján, 970 lakos, híd
- Schiefer – a folyó jobb partján, 285 lakos, híd
- Rábaszentmárton (Sankt Martin an der Raab) – a folyó jobb partján, 1956 lakos, híd
- Gyanafalva (Jennersdorf) – a folyó bal partján, 4154 lakos, híd
- Badafalva (Weichselbaum) – a folyó bal partján, 703 lakos
- Nagyfalva (Mogersdorf) – a folyó bal partján, 1136 lakos.

### Magyarországon
- Alsószölnök – a folyó jobb partján, 340 lakos, híd
- Szentgotthárd – a folyó mindkét partján, 9000 lakos, híd
- Magyarlak – a folyó jobb partján, 700 lakos
- Csörötnek – a folyó jobb partján, 900 lakos, híd
- Vasszentmihály – a folyó bal partján, 400 lakos
- Rábagyarmat – a folyó jobb partján, 800 lakos, híd
- Rátót – a folyó bal partján, 200 lakos
- Hegyhátszentmárton – a folyó jobb partján, 100 lakos
- Ivánc – a folyó jobb partján, 600 lakos
- Csákánydoroszló – a folyó bal partján, 1 700 lakos, híd
- Körmend – a folyó bal és a jobb partján, 10 000 lakos, híd
- Magyarszecsőd – a folyó bal partján, 500 lakos
- Molnaszecsőd – a folyó bal partján, 400 lakos, híd
- Egyházashollós – a folyó bal partján, 600 lakos
- Rábahídvég – a folyó bal partján, 1 000 lakos, híd
- Püspökmolnári – a folyó bal partján, 900 lakos
- Zsennye – a folyó bal partján, 100 lakos
- Rum – a folyó bal partján, 1 300 lakos, híd
- Meggyeskovácsi – a folyó bal partján, 800 lakos
- Ikervár – a folyó bal partján, 1 900 lakos, híd
- Sárvár – a folyó bal partján, 15 000 lakos, 2 híd
- Uraiújfalu – a folyó bal partján, 900 lakos, híd
- Ostffyasszonyfa – a folyó jobb partján, 800 lakos
- Nick – a folyó bal partján, 500 lakos
- Kenyeri – a folyó jobb partján, 900 lakos, híd
- Rábakecöl – a folyó bal partján, 700 lakos
- Pápoc – a folyó jobb partján, 300 lakos
- Vág – a folyó bal partján, 500 lakos, híd
- Kemenesszentpéter – a folyó jobb partján, 700 lakos
- Rábasebes – a folyó bal partján, 100 lakos
- Várkesző – a folyó jobb partján, 200 lakos, híd
- Marcaltő – a folyó jobb partján, 800 lakos, közúti és vasúti híd
- Malomsok – a folyó jobb partján, 600 lakos
- Sobor – a folyó bal partján, 300 lakos
- Árpás – a folyó mindkét partján, 200 lakos, híd
- Mórichida – a folyó jobb partján, 900 lakos
- Rábaszentmiklós – a folyó jobb partján, 100 lakos
- Kisbabot – a folyó jobb partján, 200 lakos, híd
- Bodonhely – a folyó bal partján, 300 lakos
- Rábaszentmihály – a folyó jobb partján, 500 lakos, híd
- Rábacsécsény – a folyó bal partján, 600 lakos
- Mérges – a folyó bal partján, 100 lakos, híd
- Rábapatona – a folyó bal partján, 2 500 lakos, híd
- Győr – a folyó mindkét partján, 132 000 lakos, 7 híd